# Victor et Célia
Pour plus de détails, voir Fiche technique et Distribution.
Victor et Célia  est une comédie française réalisée par Pierre Jolivet, sortie en 2019.

## Synopsis
Victor et Célia sont deux trentenaires qui ont toujours rêvé d'ouvrir leur propre salon de coiffure. Mais le projet de Victor tourne malheureusement court. C'est alors que Victor convainc Célia de le suivre dans sa propre aventure professionnelle.

## Fiche technique
- Titre original : Victor et Célia (ou Victor & Célia)
- Réalisation et scénario : Pierre Jolivet
- Musique : Adrien Jolivet
- Photographie : Thomas Letellier
- Montage : Yves Deschamps
- Décors : Stéphanie Bertrand-Carussi
- Costumes : Karen Muller Serreau
- Son : Eddy Laurent
- Production : Xavier Rigault et Marc-Antoine Robert
- Sociétés de production :
  - Production déléguée : 2.4.7 Films
  - Coproduction : Apollo Films, Auvergne-Rhône-Alpes Cinéma
  - Productions étrangères : La Compagnie cinématographique, Panache Productions
  - SOFICA : LBPI 12, Palatine Étoile 16
- Sociétés de distribution : Apollo Films (France), Anga Productions (Belgique)
- Pays de production :  France
- Langue originale : français
- Format : couleur — 1,85:1 — son 5.1
- Genre : comédie
- Durée : 91 minutes
- Dates de sortie : 
  - France : 6 avril 2019 (Festival du film auralpin de Sain-Bel)[1] ; 24 avril 2019 (sortie nationale)
  - Belgique : 24 avril 2019

## Distribution
- Arthur Dupont : Victor
- Alice Belaïdi : Célia
- Bénabar : Max
- Bérengère Krief : Louise
- Adrien Jolivet : Ben
- Tassadit Mandi : Mamie Chou
- Grégoire Isvarine : Rapahël
- Aurélien Portehaut : Seb
- Sarah Kristian : Inès
- Christophe Gendreau : de Jonquière
- Pasquale d'Inca : M. Poitrenous

## Production

### Tournage
Le film a entièrement été tourné à Lyon, du 20 août au 28 septembre 2018.

## Accueil

### Critiques
Le film reçoit une note moyenne de 3,2/5 sur Allociné.
Première est peu convaincu par le film : « Certes, le réalisateur sait comme à son habitude donner de l'épaisseur à ces petits détails qui font le quotidien d'une profession. Dommage qu'il n'ait pas apporté le même soin à ses seconds rôles ». Télérama félicite le réalisateur : « le réalisateur continue de creuser à sa façon, sympathique et lucide, la comédie sociale ».

### Box-office
Le film quitte les salles après 6 semaines et à peine 100 312 entrées ; c'est l'un des plus gros échecs de l'année pour un film français.

## Distinctions

### Récompense
- Festival du cinéma européen de Meyzieu 2019 : prix du public[1],[6]

### Sélection
- Festival du film auralpin de Sain-Bel 2019[1]